# Peter Charanis
Peter Charanis (1908 - 23 de marzo de 1985), nacido como Panagiotis Charanis (en griego: Παναγιώτης Χαρανής), fue un bizantinista greco-americano, Profesor Voorhees de Historia en la Universidad Rutgers. Charanis es ampliamente asociado con la colección documental de Dumbarton Oaks, uno de los más importantes repositorios de documentación bizantina.

## Biografía
Charanis nació en Lemnos, entonces parte de la Grecia otomana. Inmigró a los Estados Unidos como preadolescente, dejando a su familia en Lemnos y estableciéndose en Nueva Jersey en 1920. Obtuvo su graduado por la Universidad Rutgers y su doctorado en la Universidad de Wisconsin–Madison, bajo la dirección de Alexander Vasiliev. Continuó sus estudios como posgrado en la Universidad de Bruselas bajo el eminente bizantinista Henri Grégoire. De 1936 a 1938, participó en el seminario de Grégoire donde conoció a su futura mujer Madeleine Schiltz y entabló amistad con Nicholas Adontz y Paul Wittek. Según Charanis durante su estancia en Bruselas, desarrolló un profundo interés por los armenios, que se vio reflejado en varios de sus trabajos como Los armenios en el Imperio bizantino (Byzantinoslavica, 1961) y Una Nota sobre el Origen Étnico del Emperador Mauricio (Byzantion, 1965).
Charanis pasó un tiempo en la Universidad Aristóteles de Salónica en Grecia, y a su regreso a los Estados Unidos se unió al profesorado de la Universidad Rutgers en 1938, siendo nombrado Profesor Voorhees de Historia en 1963. En aquel entonces, los estudios bizantinos se encontraban todavía en su infancia en los Estados Unidos y Charanis persuadió al departamento de historia de empezar un curso en Estudios bizantinos que se convirtió en uno de los cursos más populares en Rutgers. De 1964 a 1966, fue presidente del departamento de historia de la universidad. Se retiró en 1976.